# Raimon Escrivan
Raimon Escrivan (fl. XIII secolo) è stato un trovatore tolosano.

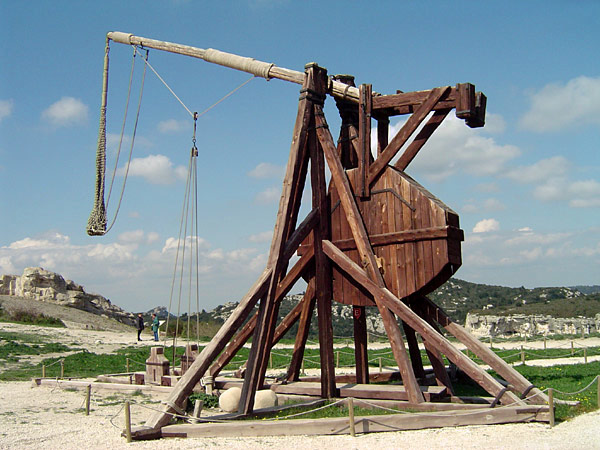
Un trabucco con contrappeso: probabilmente il tipo usato a Tolosa nel 1218

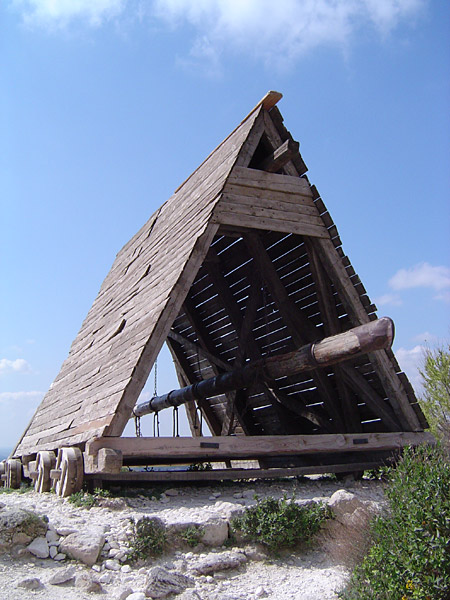
Un gatto con un ariete all'interno.

Potrebbe essere identificato con il canonico Raimundus Scriptor di Saint-Étienne a Tolosa o forse Raimon de Costiran, una vittima dell'inquisizione papale ad Avinhonet nel 1242. Il suo soprannome, Escrivan, significa "scrittore" (latino scriptor) ed era comunemente adottato dai notai del tempo. 
Mentre era intrappolato in città durante l'assedio di Tolosa nel 1218, scrive una tenzone burlesca tra un trabucco (trabuquet) e una macchina d'assedio, il "gatto" (cata). Il componimento poetico che inizia con il verso Senhors, l'autrier vi ses falhida è stato interpretato come un'oscenità abilmente camuffata, senza una ragione plausibile. Durante l'assedio un trabucco viene costruito dai cittadini e impiegato con successo per distruggere i gatti degli assedianti, proprio come il trabucco della poesia sconfigge la cata. La Canzone della crociata albigese contiene una descrizione dell'assedio (dal punto di vista tolosano) che riecheggia il tenore della canzone dell'Escrivan. 